# Gruppe SPUR

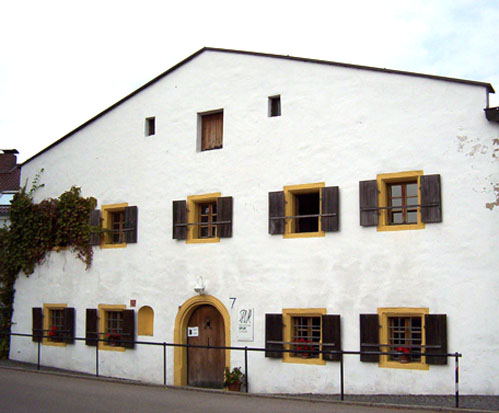
Le Museum SPUR, Cham (Bavière), inauguré en 1991, en conserve les archives.

Gruppe SPUR (ou S.P.U.R.) est un groupe artistique et politique fondé en 1958 à Munich par les peintres Heimrad Prem, Helmut Sturm, Hans-Peter Zimmer et le sculpteur Lothar Fischer. Il a contribué de façon significative à l’avant-garde allemande après la Seconde Guerre mondiale. Il a été lié un temps à l’Internationale Situationniste.

## Histoire
Les artistes de SPUR se rencontrent à l’Académie des Beaux-Arts de Munich : Erwin Eisch (1927-2022), Lothar Fischer (1933-2004), Heimrad Prem (1934-1978), H.P. Zimmer (1936-1992), et Helmut Sturm (1932-2008).
Ils constituent en 1957 un groupe qui dure jusqu’en 1965. Les membres de SPUR ont formé, avec le groupe CoBrA et les représentants du groupe formé autour de Guy Debord, ainsi que d’autres artistes, écrivains et essayistes, l’Internationale Situationniste. Les artistes concernés se sont aussi bien souciés de problèmes plastiques que de questions politiques et sociales.
À la fin de la troisième conférence de l’Internationale Situationniste (Munich, du 17 au 20 avril 1959), le groupe distribue, le 21 avril, son manifeste, le tract intitulé « Un putsch culturel pendant votre sommeil ! ». Les signataires sont Heimrad Prem, H.P. Zimmer, Helmut Sturm, Gretel Stadler, Lothar Fischer, Asger Jorn, Dieter Rempt, Erwin Eisch, et G. Britt. Le tract s’oppose au milieu de l’art en termes virulents : « Celui qui veut créer la culture, il lui faut détruire la culture ». Les artistes dénient à l’art tout rapport à la vérité et parlent de l’art abstrait comme d’un « chewing-gum remâché cent fois ». Ils revendiquent « le kitsch, la merde, la boue originaire, le désert », et prophétisent une peinture « polydimensionnelle ». Ils se conçoivent comme une « troisième vague » au sein de la tradition inaugurée par le tachisme, dada, le futurisme et le surréalisme. Le manifeste se termine par les formules incantatoires : « Nous sommes la troisième vague ! Nous sommes toute une mer de vagues (situationnisme) ! Nous sommes les peintres de l’avenir ! ».
Le groupe a publié, en 1960 et 1961, sept brochures titrées SPUR. Le sixième numéro, sous-titré SPUR im Exil est richement illustré, tiré à 1 500 exemplaires, et le seul qui soit imprimé en couleurs. Katja Lindell et Jørgen Nash s'ajoutent aux membres fondateurs participants.
L'exposition durant l'hiver 1961-1962 à la Haus der Kunst de Munich, où, ironiquement, avait été organisée en 1939 une rétrospective sur l'art dégénéré et les artistes condamnés par le nazisme, donne lieu à une interdiction puis à l'un des plus spectaculaires procès pour blasphème de la République fédérale d’Allemagne. Les membres du groupe, Heimrad Prem, Helmut Sturm, H.P. Zimmer et Dieter Kunzelmann sont condamnés en première instance à des peines de plusieurs mois de prison ferme pour diffusion d’écrits obscènes. En appel, les peines sont assorties de sursis, et le pourvoi en cassation est même rejeté par la Cour fédérale en 1975.
Le groupe constitue la section allemande de l’Internationale Situationniste jusqu’à son exclusion le 10 février 1962 durant la 5e conférence de Göteborg. Après le procès et la condamnation, Debord reconnaît que cette sanction constitue la seule action remarquable du groupe, mais refuse néanmoins de le réintégrer dans l'I.S. au motif que ses membres ont fait preuve d'« arrivisme » quant au marché de l'art en se servant de l'I.S., ce que Dieter Kunzelmann constestera.
À partir de 1965, les membres de SPUR rejoignent le groupe « Wir » (« nous ») et forment ensemble le groupe « Geflecht » (« réseau »).

## Autres membres de SPUR
Dieter Kunzelmann (1939-2018) rejoint le groupe en 1960, il en est le théoricien et édite la revue SPUR. Auteur et signataire de diverses brochures, dont le manifeste de janvier. Il quitte cependant le groupe dès 1962 au moment de son départ pour Berlin.